# Pictionary
El Pictionary és un joc de tauler del subtipus "de societat", on diverses persones competeixen dividides en equips per endevinar el màxim possible de paraules a partir de dibuixos i avançar fins a la meta.
En el Pictionary original, en cada torn es llança el dau i la sort determina la categoria de la paraula a endevinar. Un membre de l'equip ha de dibuixar aquesta paraula perquè la resta de companys l'encerti abans que s'esgoti el temps que marca un rellotge de sorra. Les categories són: O (objecte), A (acció) P (persona, ésser o lloc) D (dificultat) i TJ, on competeixen tots els equips alhora i guanya el torn qui endevina abans la paraula.
No es permet dibuixar símbols, números o lletres. El que dibuixa no pot parlar o fer cap gest que ajudi els seus companys.
Han sorgit diverses variants, tant de jocs de tauler com on-line, cosa que demostra la popularitat del joc.